# Nordsamisk
Nordsamisk er et samisk og finsk-ugrisk sprog som tales i Norge, Sverige, Finland og Rusland af omkring 15.000-25.000 mennesker. Det er i slægt med finsk og estisk.
Nordsamisk er i dag officielt sprog i to fylker og seks kommuner i Nordnorge:
- Kautokeino/Guovdageaidnu i Finnmark
- Karasjok/Kárášjohka i Finnmark
- Nesseby/Unjárgga i Finnmark
- Tana/Deatnu i Finnmark
- Porsanger/Porsáŋgu i Finnmark
- Kåfjord/Gáivuotna i Troms

Samer født før ca. 1977 har ikke lært at skrive samisk (efter dagens retskrivning) i skolen, så det er først i de seneste år, at der er blevet rekrutteret skrivekyndige samer til administrative stillinger.